# Dendrosenecio adnivalis
Dendrosenecio adnivalis là một loài thực vật có hoa trong họ Cúc. Loài này được (Stapf) E.B.Knox mô tả khoa học đầu tiên năm 1993.